# Kids' Choice Awards Argentina 2011
La 1ª edizione dei Kids' Choice Awards Argentina si è tenuta l'11 ottobre 2011. La cerimonia è stata presentata dall'attore Nicolás Vázquez insieme al personaggio fittizio Roger e si sono svolti allo Microestadio Malvinas Argentinas, situato nel quartiere La Paternal di Buenos Aires.
Tra gli ospiti della serata ci sono il cast della telenovela Sueña conmigo, che hanno interpretato il brano omonimo, i TeenAngels, Tan Biónica, Dulce María, Griselda Siciliani, i due protagonisti della sitcom Super T - Una schiappa alla riscossa, Candela Vetrano e Pablo Martínez, alcuni dei protagonisti di Highway: Rodando la Aventura che sono Valeria Baroni e Roger González, alcuni dei protagonisti di Peter Punk, Juan Ciancio e Gastón Vietto e anche Guido Kaczka oltre ad altri.
Sono stati anche consegnati dei premi speciali, uno è andato a Marcelo Tinelli e un altro a Cris Morena.

## Premi e candidature
I vincitori sono indicati in grassetto, a seguire gli altri candidati.

### Televisione

#### Rivelazione televisiva (Revelación en TV)
- Eiza González - Sueña conmigo
- Isabella Castillo - Grachi
- Juan Ciancio - Peter Punk
- María Eugenia Suárez - Teen Angels

#### Miglior attore (Mejor actor)
- Santiago Ramundo - Sueña conmigo
- Nicolás Riera - Teen Angels
- Roger González - Highway: Rodando la Aventura
- Nicolás Cabré - Los únicos

#### Migliore attrice (Mejor actriz)
- María Eugenia Suárez - Teen Angels
- Brenda Asnicar - Sueña conmigo
- Valeria Baroni - Highway: Rodando la Aventura
- Eiza González - Sueña conmigo

#### Programma preferito della televisione latino-americana (Programa favorito de TV latino)
- Sueña conmigo
- Grachi
- Teen Angels
- Los únicos

#### Miglior cartone animato (Mejor serie animada)
- Phineas e Ferb
- SpongeBob
- I Simpson
- El Chavo

#### Antagonista preferito (Villano favorito)
- Favio Posca - Los únicos
- Benjamín Amadeo - Teen Angels
- Kimberly Dos Ramos - Grachi
- Vanesa Gabriela Leiro - Sueña conmigo

#### Programma preferito della televisione internazionale (Programa favorito de TV Internacional)
- iCarly
- Anubis (serie televisiva)
- Big Time Rush
- I maghi di Waverly

### Cinema

#### Film preferito del cinema (Película favorita de cine)
- Harry Potter e i Doni della Morte - Parte 1
- Justin Bieber: Never Say Never
- Pirati dei Caraibi - Oltre i confini del mare
- The Twilight Saga: Eclipse

#### Film d'animazione preferito (Película animada favorita)
- Rapunzel - L'intreccio della torre
- Shrek e vissero felici e contenti
- Toy Story 3 - La grande fuga
- Rio

### Musica

#### Cantante latino favorito (Cantante latino favorito)
- TeenAngels
- Agustín Almeyda
- Anahí
- Shakira

#### Cantante internazionale favorito (Cantante Internacional favorito)
- Selena Gomez
- Miley Cyrus
- Big Time Rush
- Justin Bieber

#### Canzone preferita (Canción favorita)
- Boyfriend - Big Time Rush
- Baby - Justin Bieber
- Loca - Shakira
- The Time (Dirty Bit) - The Black Eyed Peas

### Miscellanea

#### Sportivo dell'anno (Deportista del año)
- Lionel Messi
- Martín Palermo
- Diego Forlán
- Luciana Aymar

#### Videogioco preferito (Videojuego favorito)
- Just Dance 2
- Pro Evolution Soccer 2011
- Kinect Adventures
- Angry Birds